# Новониколаевское (Николаевская область)
Новониколаевское (укр. Новомиколаївське) — село в Первомайском районе Николаевской области Украины.
Основано в 1920 году. Население по переписи 2001 года составляло 241 человек. Почтовый индекс — 56312. Телефонный код — 5135. Занимает площадь 0,498 км².

## Местный совет
56312, Николаевская обл., Первомайский р-н, с. Доброжановка, ул. Ленина, 2а